# Banca Popolare di Vicenza
La Banca Popolare di Vicenza era un istituto bancario con sede a Vicenza, in liquidazione coatta amministrativa dal 25 giugno 2017 a seguito del decreto-legge n. 99/2017.
Le filiali della banca, complessivamente più di quattrocento, sono state acquisite da Intesa Sanpaolo al prezzo complessivo di 50 centesimi di euro per effetto dell'atto di cessione d'azienda stipulato nella notte fra il 25 e il 26 giugno 2017; molte filiali sono poi state chiuse a partire da dicembre 2017.

## Storia
Nasce nel 1866 come prima banca vicentina e prima banca popolare nel Veneto. Per più di un secolo rimane radicata esclusivamente nel territorio cittadino.
A partire dagli anni 80 del '900 inizia un'importante politica di sviluppo dell'istituto, prima con l'acquisizione di alcune banche locali vicentine (Banca Popolare Agricola di Lonigo nel 1985, Banca Popolare di Thiene nel 1988, Banca Popolare dei Sette Comuni-Asiago nel 1991) poi con l'apertura di filiali nel Nord Ovest e nel Nord Est, assorbendo altre banche (Banca Popolare di Venezia nel 1994, Banca Popolare di Castelfranco Veneto e Banca Popolare di Trieste nel 1996, Banca Popolare della Provincia di Belluno nel 1997, Banca Popolare Piva di Valdobbiadene e Banca Popolare Udinese nel 1998), dando vita al Gruppo Banca Popolare di Vicenza.
Nel 1998 la Banca Popolare di Vicenza entra a far parte, insieme al Banco Bilbao Vizcaya Argentaria e all'INA, del nucleo degli azionisti di riferimento di BNL.

### L'acquisizione di Banca Nuova e CariPrato
Nel biennio 2000/2002 è stato avviato un complesso ridisegno dell'istituto. Dal restyling di logo e marchio (che passa da Banca Popolare Vicentina a quello attuale) si arriva al "Progetto Centro-Sud" con l'acquisizione di Banca Nuova (sede a Palermo) e Banca del Popolo di Trapani (che viene fusa in Banca Nuova). L'istituto è presente in tutti i principali centri di Sicilia e Calabria con più di 100 filiali.
Nel 2002 entra a far parte del gruppo BPVi anche la CariPrato.
Il gruppo taglia il traguardo dei 500 sportelli, ai quali vengono aggiunti 30 sportelli acquisiti dall'Antonveneta in Sicilia.
Nel 2007 acquisisce da UBI Banca 61 sportelli nel bresciano e nel bergamasco.
Il 2 novembre 2008 il palazzo che ospita "BPVi Formazione" di via Cengio in città (il centro di formazione per i dipendenti dell'istituto) è stato oggetto di un attentato estremista verificatosi intorno alle sei di mattina che, vista la giornata e l'ora, non ha causato vittime. Una pentola a pressione con tre bombole da campeggio collegate con cavi, un tubo con polvere da sparo e alcune bottiglie infiammabili innescate da cubi accendifuoco sono state collocate davanti all'ingresso dello stabile e fatte esplodere. L'attentato (rimasto senza rivendicazione) ha causato danni per alcune decine di migliaia di euro.
Il 1º gennaio 2011 il gruppo incorpora completamente la CariPrato. Nello stesso anno l'istituto apre due sedi di rappresentanza: la prima a Milano, in via Turati 12, e la seconda a Roma, nel Palazzo delle Assicurazioni Generali in piazza Venezia (di fronte all'Altare della Patria); inizia la prima campagna pubblicitaria televisiva su scala nazionale.
La banca è inoltre presente nell'azionariato della Banca della Nuova Terra (19,61%).

### Inchiesta giudiziaria del 2015 e la trasformazione in S.p.A.
Il 22 settembre 2015 vengono effettuate perquisizioni da parte della Guardia di Finanza.
Le indagini riguardano il periodo precedente al dicembre 2014, cioè prima che la vigilanza sulla banca Popolare di Vicenza passasse dalla Banca d'Italia alla Banca centrale europea e che quest'ultima intervenisse imponendo una drastica pulizia nei conti che ha comportato svalutazioni e perdite per miliardi di euro.
Risultano indagati per aggiotaggio e ostacolo alla vigilanza il presidente Gianni Zonin e l'ex direttore generale Samuele Sorato.
L'amministratore delegato Francesco Iorio ha varato un nuovo piano industriale che punta ad un ritorno all'utile nel 2016, con la chiusura di 150 filiali "improduttive", l'eliminazione di tutte le partecipazioni non profittevoli (eccetto la partecipazione in Cattolica assicurazioni, ritenuta strategica), l'aumento di capitale in aprile 2016 e, subito dopo, la quotazione in Borsa.
Il 23 novembre 2015 il presidente Zonin rassegna le sue dimissioni dopo quasi 20 anni alla guida della banca. Al suo posto viene nominato l'imprenditore vicentino e vicepresidente di Confindustria, Stefano Dolcetta.
Il 5 marzo 2016 più di 11.000 soci della banca si sono riuniti in assemblea per votare la trasformazione in società per azioni, l'aumento di capitale e la quotazione in Borsa. Tutte le tre delibere sono state approvate, non senza polemiche e contestazioni.

### Il controllo del Fondo Atlante
All'aumento di capitale di fine aprile 2016 aderiscono solamente 5.000 vecchi azionisti su 120.000, corrispondenti al 7,66% del capitale sociale, notevolmente meno della percentuale minima stabilita dalla Borsa Italiana per assicurare un flottante sufficiente, pari al 25%; per cui il 2 maggio viene negata l'autorizzazione alla quotazione sulla Borsa di Milano. Come conseguenza di ciò le domande presentate sono considerate nulle e tutto l'aumento di capitale da 1,5 miliardi di euro, con l'emissione di 15 miliardi di nuove azioni a 0,10 euro, viene interamente sottoscritto dal Fondo Atlante, che arriva così a controllare il 99,33% del capitale azionario dell'istituto.
In seguito alla strategia perseguita dal Fondo Atlante di fondere le due controllate Popolare di Vicenza e Veneto Banca, Francesco Iorio ha rassegnato le dimissioni il 6 dicembre 2016; il suo posto è stato preso da Fabrizio Viola che ha perseguito tale strategia.

### La cessione gratuita ad Intesa Sanpaolo
Il 23 giugno 2017 la Banca centrale europea accerta che la Banca Popolare di Vicenza e Veneto Banca sono in dissesto o a rischio di dissesto. Il 25 giugno 2017 il Governo Gentiloni approva il Decreto-legge n. 99/2017, che dispone la liquidazione coatta amministrativa delle due banche. Nella notte fra il 25 e il 26 giugno i commissari liquidatori nominati dalla Banca d'Italia, in attuazione delle indicazioni del Ministero dell'economia e delle finanze, provvedono alla cessione di attività e passività aziendali a Intesa Sanpaolo, al prezzo simbolico di 50 centesimi di euro per ciascuna delle due banche. I crediti deteriorati, esclusi dalla cessione, saranno successivamente trasferiti a una società a partecipazione pubblica.
Per quanto riguarda il salvataggio della Banca Popolare di Vicenza e di Veneto Banca, il Governo Gentiloni ha pianificato un aumento di capitale sociale pari a 5 miliardi di euro, cui si aggiungono 12 miliardi di garanzie statali per i crediti non deteriorati.
Il piano di salvataggio di Popolare di Vicenza e Veneto Banca varato dal Governo Gentiloni nel 2017, ha previsto:
1. la tutela dei correntisti, risparmiatori e degli obbligazionisti senior, in coerenza con gli obbiettivi del burden sharing comunitario;[11]
2. un piano di uscite incentivate
3. la nomina dei collegi di commissari liquidatori;
4. la costituzione di una bad bank, alla quale conferire i crediti deteriorati, le esposizioni debitorie residuali e con contenziosi legali aperti, destinata a confluire nella Società per la Gestione di Attività.

Dopo la ricapitalizzazione delle due banche per complessivi 3.5 miliardi nel 2016, il Fondo Atlante ha valorizzato il prezzo delle azioni a 10 centesimi, ridimensionato in confronto al precedente valore di 62,50 euro (per Banca Popolare di Vicenza) e di 39,50 euro (per Veneto Banca).

## La struttura della banca
Al 25 giugno 2017 la banca contava 418 filiali (più 80 della controllata Banca Nuova) così distribuite:
| Regioni               | Filiali |
| --------------------- | ------- |
| Veneto                | 190     |
| Lombardia             | 67      |
| Toscana               | 61      |
| Friuli-Venezia Giulia | 49      |
| Lazio                 | 19      |
| Emilia-Romagna        | 16      |
| Liguria               | 5       |
| Piemonte              | 2       |
| Puglia                | 2       |
| Trentino              | 2       |
| Umbria                | 2       |
| Abruzzo               | 1       |
| Campania              | 1       |
| Marche                | 1       |

La presidenza e la direzione generale dell'istituto erano nella "zona banche" di Vicenza, in via Battaglione Framarin. La sede storica è situata invece in Corso Palladio, presso il palladiano Palazzo Thiene.
La banca era articolata in cinque direzioni regionali:
1. direzione regionale Lombardia-Liguria e Piemonte (con sede a Milano);
2. direzione regionale Veneto occidentale (con sede a Vicenza);
3. direzione regionale Veneto orientale (con sede a Treviso);
4. direzione regionale Toscana (con sede a Prato);
5. direzione regionale Centro Sud Italia (con sede a Roma).

## La banca e il territorio

### Cultura
La Banca Popolare di Vicenza è proprietaria di due importanti palazzi:
- Palazzo Thiene a Vicenza: fa parte dei palazzi vicentini Patrimonio Mondiale dall'Unesco. Aperto al pubblico dopo un complesso restauro, nel 1999 è stato inoltre insignito del Premio Europa Nostra patrocinato dalla Comunità Europea. Edificato nella metà del '500 da Andrea Palladio, ospita al suo interno in esposizione permanente la Pinacoteca con la collezione d'arte antica della Banca, la collezione di Arturo Martini, il piccolo museo dedicato a Remondini e l'unica collezione completa al mondo visibile al pubblico di Oselle dogali veneziane.
- Palazzo degli Alberti a Prato: è stato sede storica della Cassa di Risparmio di Prato. Il Palazzo risale al XIII secolo come testimoniano i loggiati e le aperture. Ospita attualmente nella Galleria d'Arte la collezione d'arte raccolta da CariPrato tra cui tre dipinti: la Madonna col Bambino di Filippo Lippi, il Crocifisso con cimitero ebraico di Giovanni Bellini e la Coronazione di spine del Caravaggio. Nel 2013 è emerso che queste opere, prestate due anni prima per una mostra temporanea a Vicenza, non saranno restituite a Prato. Contro tale decisione e contro la minaccia di ulteriori spoliamenti della galleria pratese si sono mobilitate la cittadinanza e le autorità della città toscana.[12]

#### Film
Da alcuni anni la banca collabora con le case cinematografiche finanziando le nuove pellicole avvalendosi dello strumento del tax credit; tra i film co-prodotti dall'istituto ci sono:
- Nessuno mi può giudicare (con Paola Cortellesi e Raoul Bova)
- C'è chi dice no (con la Cortellesi e Luca Argentero)[14]
- Finalmente la felicità (di e con Leonardo Pieraccioni)[15]
- Posti in piedi in paradiso (di e con Carlo Verdone)[16], in cui la sede di rappresentanza romana di Piazza Venezia della BPVi è stata utilizzata per girare alcune scene.
- La grande bellezza (di Paolo Sorrentino)[17]
- La scuola più bella del mondo (con Christian De Sica, Rocco Papaleo e Angela Finocchiaro).

### Sport
In campo calcistico l'istituto è stato sponsor ufficiale del Vicenza, della prima squadra del Real Vicenza, top sponsor dell'Udinese Calcio e sponsor amministrativo del Palermo (attraverso Banca Nuova).
Nel rugby è stato sponsor del Rugby Vicenza, del Rugby Rovigo, i Rugby Club I Cavalieri di Prato e del Petrarca Padova.
Nel basket è stato sponsor della Pallacanestro Vicenza e, nel settore giovanile, della Scuola Basket Reggio Emilia e la Pallacanestro Reggiana.
Nell'ambito podistico l'Istituto ha sostenuto gare quali la StraVicenza e la Maratonina di Udine.